# Čilum

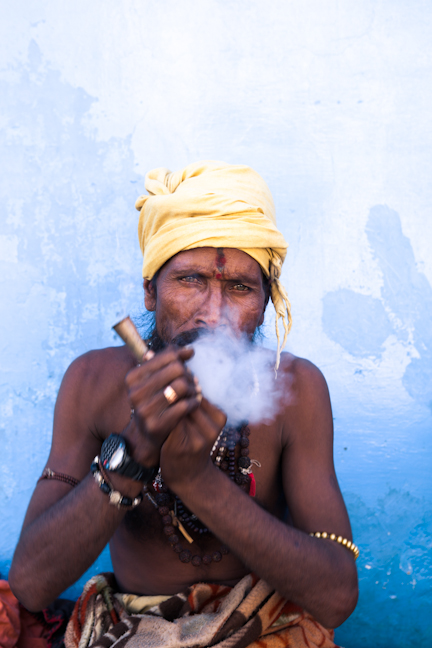
Sádhu kouřící čilum

Čilum (chillum) je rovná kuželovitá dýmka tradičně vyrobená z hlíny nebo měkkého kamene, případně i z kosti. V Indii a Nepálu je čilum významně rozšířen mezi hinduistickými sádhuy, kteří jej používají k rituálnímu kouření marihuany. Sádhuové nahlíží na čilum jako symbol Šivova lingamu a způsob jeho uchopení prsty jako mudru symbolizující mateřskou vulvu Šakti. Čilum se ke kouření používá po celém světě, své místo má rovněž v rastafariánských rituálech. V Africe se dýmka stylizovaná do čilumu dříve vyráběla ze slonoviny. Čilum je obecně spojován zejména s Indií.